# Меде
Меде (італ. Mede) — муніципалітет в Італії, у регіоні Ломбардія,  провінція Павія.
Меде розташоване на відстані близько 470 км на північний захід від Рима, 55 км на південний захід від Мілана, 34 км на захід від Павії.

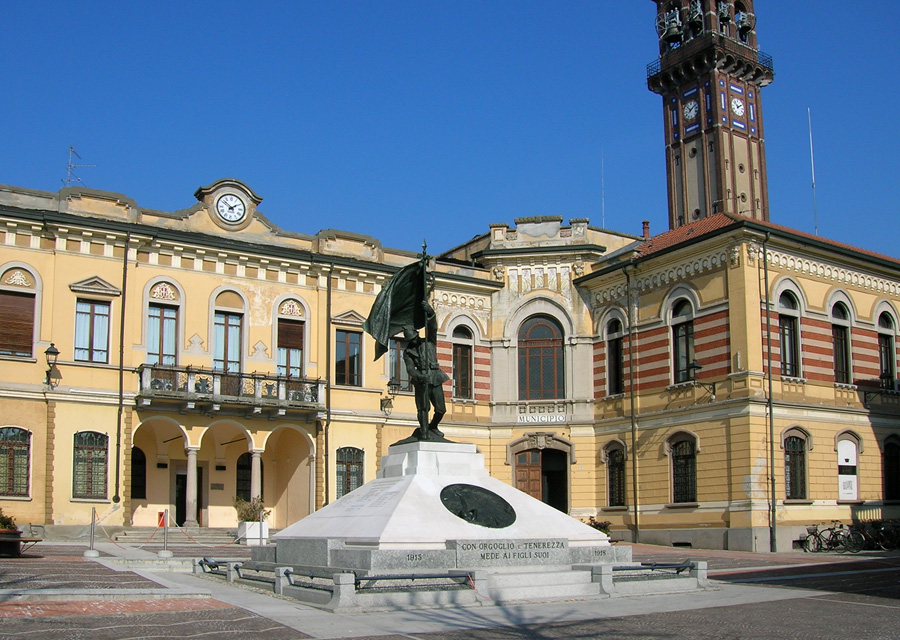

Населення — 6731 особа (2014).

## Демографія
Населення за роками:

Станом на 1 січня 2023 року в муніципалітеті офіційно проживали 593 іноземці з 30 країн, серед них 152 громадяни країн Євросоюзу та 10 громадян України.

## Сусідні муніципалітети
- Фраскароло
- Гамбарана
- Ломелло
- П'єве-дель-Каїро
- Сартірана-Ломелліна
- Сем'яна
- Торре-Беретті-е-Кастелларо
- Вілла-Біскоссі